# Сабара (Франция)
Сабара́ (фр. Sabarat) — коммуна во Франции, находится в регионе Юг — Пиренеи. Департамент коммуны — Арьеж. Входит в состав кантона Ле-Ма-д’Азий. Округ коммуны — Памье.
Код INSEE коммуны — 09253.

## Население
Население коммуны на 2008 год составляло 351 человек.
| 1962 | 1968 | 1975 | 1982 | 1990 | 1999 | 2008 |
| ---- | ---- | ---- | ---- | ---- | ---- | ---- |
| 306  | 327  | 305  | 279  | 304  | 284  | 351  |

## Экономика
В 2007 году среди 191 человека в трудоспособном возрасте (15—64 лет) 135 были экономически активными, 56 — неактивными (показатель активности — 70,7 %, в 1999 году было 65,0 %). Из 135 активных работали 117 человек (71 мужчина и 46 женщин), безработных было 18 (8 мужчин и 10 женщин). Среди 56 неактивных 12 человек были учениками или студентами, 24 — пенсионерами, 20 были неактивными по другим причинам.

## Фотогалерея

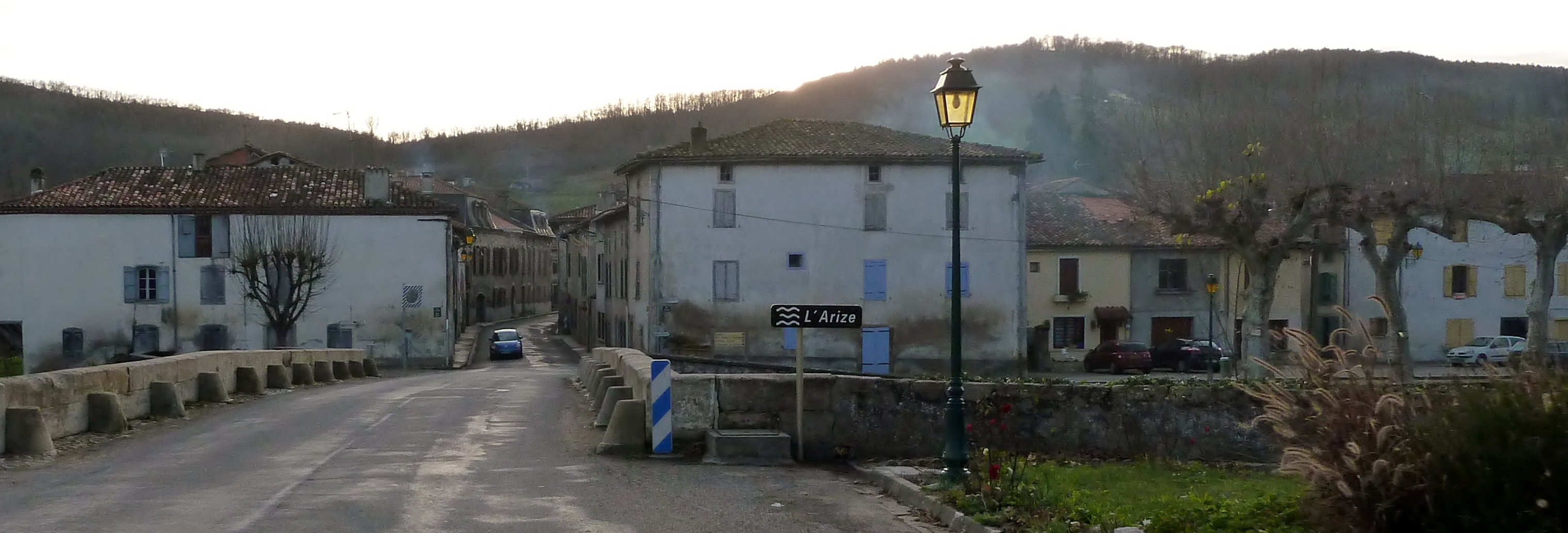
Сабара
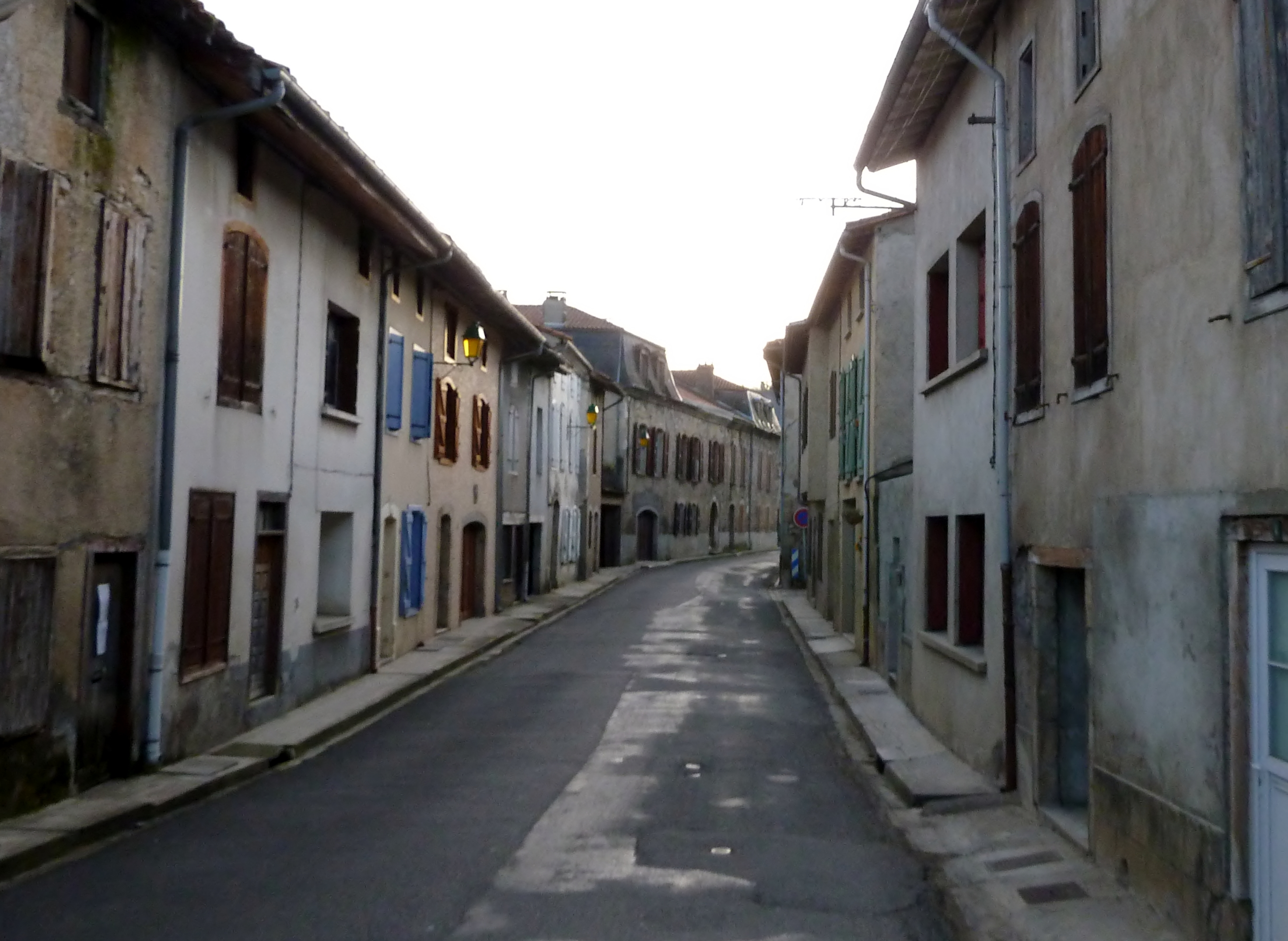
Сабара
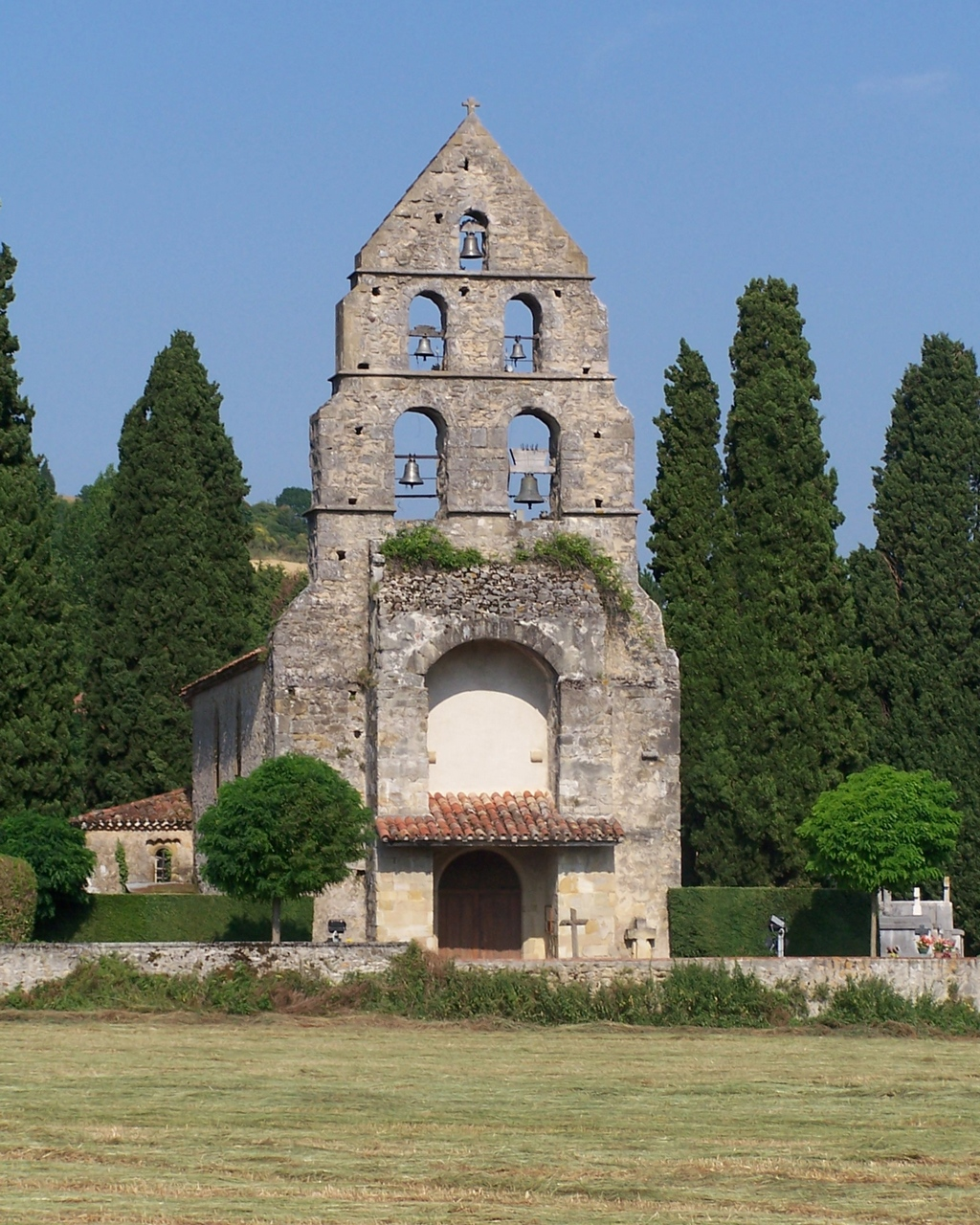
Церковь